# Kontrollerad dränering
Kontrollerad dränering eller Reglerbar dränering. Innebär att grundvattennivån i marken kan regleras efter behov. Själva regleringsmekanismen sitter i brunnarna, som därför kallas för nivåbrunnar. Kontrollerad dränering används för att minska urlakning av näringsämnen,främst fosfor och kväve samt minimera rostutfällningar . På sulfatjordar används reglerbar dränering för att förhindra oxidering av jorden och därmed minska försurning av vattendrag. Under vissa förhållanden ger det även ökad skörd.
systemen kan även användas för underbevattning genom att vatten pumpas eller leds in i systemet.
För att inte nivåbrunnarna ska stå alltför tätt på åkern, fordras att marken är mycket plan. Det krävs ingen stor marklutning, innan nivåbrunnarna står alldeles för tätt på åkern.

## Skötsel
När lantbrukaren behöver köra på sina fält, sänks nivåbrunnarnas utlopp några dagar innan körningen, så att full bärighet hinner uppnås lagom till körningen. När körningarna är klara, höjs nivåbrunnarnas utlopp åter upp.